# クジラウオ科
クジラウオ科（学名：Cetomimidae）は、クジラウオ目に所属する魚類の分類群の一つ。ホソミクジラウオなど、中層遊泳性の深海魚を中心に少なくとも9属21種が記載される。科名の由来は、ギリシア語の「ketos （クジラ）」と「mimos （模倣者）」から。
従来は別の科として分類されてきたトクビレイワシ科（リボンイワシ科）とソコクジラウオ科の仲間は、実際にはクジラウオ科の仔魚および雄に該当することが、2009年に報告されたミトコンドリアDNAの塩基配列解析によって明らかにされている。

## 分布・生態
クジラウオ科の魚類はすべて海水魚で、太平洋・インド洋・大西洋など世界中の深海に幅広く分布する。海底から離れた中層を漂って生活する遊泳性（漂泳性）深海魚のグループで、特に水深1,000m以深の漸深層においてはチョウチンアンコウの仲間と並ぶ代表的な魚類である。この範囲では、本科魚類は約62種を含むラクダアンコウ科（アンコウ目）に次ぐ種多様性を示し、1,800m以深に限れば最も豊富な存在となっている。
クジラウオ類は採集されることが一般に極めて稀で、その生態についてはほとんどわかっておらず、ごく少数の標本に基づいて記載されている種がほとんどである。

## トクビレイワシ科・ソコクジラウオ科との統合
トクビレイワシ科 Mirapinnidae およびソコクジラウオ科 Megalomycteridae は、従来はクジラウオ科に近縁なグループとしてクジラウオ上科にまとめられていた。一般的な魚類とはかけ離れた奇妙な形態をもつ両群は、それぞれ120および65個体の標本が知られている中で、前者はすべて性成熟前の未熟な個体、後者は発達した精巣をもつ雄個体しか得られていなかった。一方のクジラウオ科では、少なくとも600点の標本が存在しているが、性別が判明したものはすべて雌であった。このため、これら3つのグループを関連付ける考察が1970年代から行われてきたものの、いずれも決定的な証拠を欠いたままであった。
ようやく2003年になって、千葉県立中央博物館の宮正樹らが実施した大規模なミトコンドリアDNA解析によって、クジラウオ科とトクビレイワシ科の塩基配列にほとんど差がないことが明らかにされた。この報告を受け、3グループの詳細な形態学的・遺伝子学的解析を、新たな標本を加えながら米国国立自然史博物館やオーストラリア博物館などと共同で進めた結果、見た目にはまったく異なるクジラウオ科・ソコクジラウオ科・トクビレイワシ科の魚類が実際には同一のグループであり、それぞれ雌成魚・雄成魚・仔魚に該当することが判明したのである。

## 形態

### クジラウオ科
クジラウオ科の仲間はやや細長く、円筒形 - 紡錘形の体型をもち、最大で全長40cmにまで成長する。眼は退化的で非常に小さく、鱗をもたない皮膚は柔軟でぶよぶよとしている。生時の体色は褐色 - 橙色で、顎や鰭は鮮やかな赤色、あるいはオレンジ色を呈することが多いなど、本科魚類の外見は独特なものとなっている。側線は著しく発達し、大きく開いた側線孔が頭部および体部に列をなして並ぶ。
背鰭と臀鰭は体の後方に位置し、互いに向かい合う。成魚は腹鰭をもたない。肛門の周囲、背鰭と臀鰭の基底に発光器官をもつ可能性がある。胸部の肋骨を欠き、椎骨は38 - 59個。

### トクビレイワシ科
鱗をもたず、腹鰭は喉の位置にあり、鰭条は4-10本。鰓条骨は3 - 5本、椎骨は42 - 55個。
トクビレイワシ Mirapinna esau は全身を微細な毛のような突起に覆われ、二葉が重なり合った尾鰭、大きな扇状の腹鰭をもつ。一方のリボンイワシ類は細長い体と、体長の数倍に及ぶ長い尾鰭など、いずれも極めて特異な形態をもつことで知られていた。

### ソコクジラウオ科
嗅覚器官が極めてよく発達する。胃・小腸などの消化管は消失し、体腔は肥大した肝臓と精巣に置き換えられている。腹鰭の有無はさまざまで、胸部の肋骨を欠き、椎骨は45-52個。

## 分類
クジラウオ科にはNelson（2016）の体系において9属21種が認められており、多くの未記載種が知られている。トクビレイワシ科には2亜科3属5種、ソコクジラウオ科には4属5種がそれぞれ記載されていた。統合された3グループの中で、仔魚と雌雄がそれぞれどの種に対応するのかを突き止めることが今後の検討課題とされている。

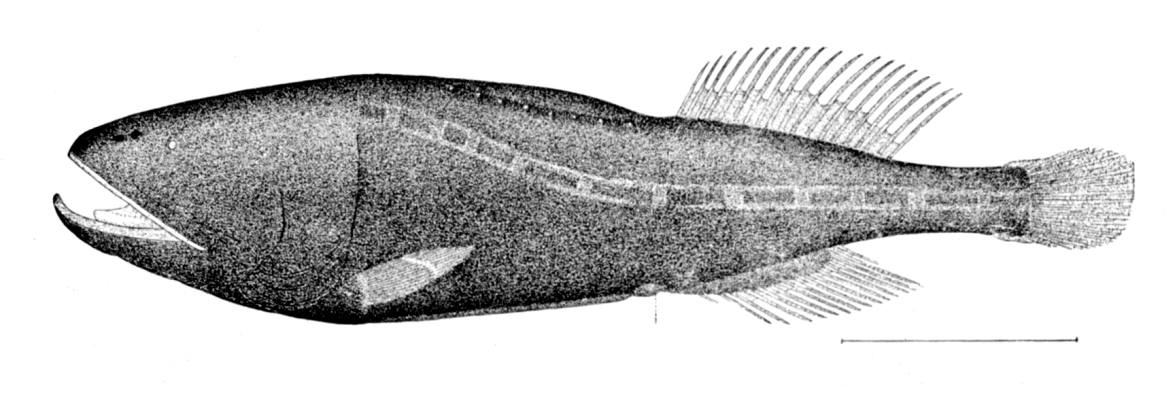
スミクジラウオ Ditropichthys storeri （スミクジラウオ属）。クジラのような大きな頭部、ぶよぶよとした柔軟な体が本科魚類の特徴である

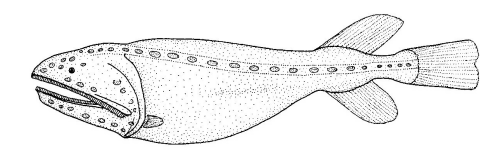
Gyrinomimus 属の1種（G. grahami）。頭部から尾部にかけて並ぶ大きな溝は、著しく発達した側線孔である。光の届かない漸深層での生活に適応したものとみられている

### クジラウオ科
- クジラウオ科
  - イレズミクジラウオ属 Cetomimus
    - イレズミクジラウオ Cetomimus compunctus
    - Cetomimus craneae
    - Cetomimus gillii
    - Cetomimus hempeli
    - Cetomimus kerdops
    - Cetomimus picklei
    - Cetomimus teevani

  - クジラウオ属 Cetichthys
    - クジラウオ Cetichthys parini
    - マボロシクジラウオ Cetichthys indagator

  - スミクジラウオ属 Ditropichthys
    - スミクジラウオ Ditropichthys storeri

  - チヒロクジラウオ属 Danacetichthys
    - チヒロクジラウオ Danacetichthys galathenus

  - ホソミクジラウオ属 Cetostoma
    - ホソミクジラウオ Cetostoma rageni

  - Gyrinomimus 属
    - Gyrinomimus andriashevi
    - Gyrinomimus bruuni
    - Gyrinomimus grahami
    - Gyrinomimus myersi
    - Gyrinomimus parri

  - Notocetichthys 属
    - Notocetichthys trunovi

  - Procetichthys 属
    - Procetichthys kreffti

  - Rhamphocetichthys 属

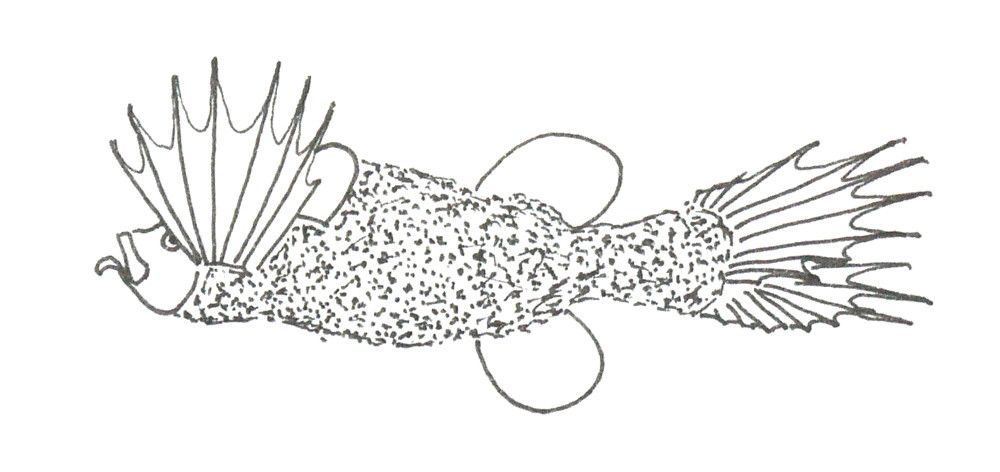
トクビレイワシ Mirapinna esau （トクビレイワシ属）。本種は1個体のみに基づいて記載され、著しく特異な形態をもつことで知られていた

    - Rhamphocetichthys savagei

### トクビレイワシ科
- トクビレイワシ科
  - トクビレイワシ Mirapinna 属
    - トクビレイワシ Mirapinna esau

  - リボンイワシ属 Eutaeniophorus
    - リボンイワシ Eutaeniophorus festivus

  - Parataeniophorus 属
    - Parataeniophorus bertelseni
    - Parataeniophorus brevis
    - Parataeniophorus gulosus

### ソコクジラウオ科
- ソコクジラウオ科
  - ソコクジラウオ属 Vitiaziella
    - ソコクジラウオ Vitiaziella cubiceps

  - Ataxolepis 属
    - Ataxolepis apus
    - Ataxolepis henactis

  - Cetomimoides 属
    - Cetomimoides parri

  - Megalomycter 属
    - Megalomycter teevani